# Doggone Right
Doggone Right is een nummer van de Amerikaanse soulgroep Smokey Robinson & The Miracles, opgenomen voor het Tamla-label, een onderdeel van de platenmaatschappij Motown. Het nummer werd uitgebracht op het album Time Out For Smokey Robinson & The Miracles en werd tevens als B-kant van de single "Here I Go Again" gebruikt. Net als de A-kant wist "Doggone Right" de hitlijsten te bereiken. Het was zelfs succesvoller dan "Here I Go Again", waardoor het de enige B-kant was van de groep die het op de hitlijsten beter deed dan de A-kant. "Doggone Right" bereikte op de poplijst van de Verenigde Staten de nummer 32-notering. Op de R&B-lijst in datzelfde land werd de top 10 behaalde, waar het nummer uiteindelijk bleef steken op de zevende plaats.
Net als "Here I Go Again" werd het nummer in kwestie geschreven door de leadzanger van The Miracles, Smokey Robinson, samen met Al Cleveland. Hierbij kregen ze hulp van de gitarist van de groep, Marv Tarplin. Het gitaarintro is onder andere door hem geschreven. De tekst van het nummer, die vooral het werk van Robinson is, verhaalt hoe de vriendin van de verteller hem altijd weer vrolijk maakt wanneer hij zich verdrietig voelt. De tekst voor de leadzanger wordt vanzelfsprekend gezongen door Smokey Robinson, maar ook baszanger Warren "Pete" Moore treedt in "Doggone Right" als leadzanger op. Telkens wanneer de achtergrondzangers van The Miracles de regel "Doggone Right" zingen, herhaalt alleen hij dit, waardoor ook Moore een leadpartij heeft.
Zoals vermeld, was "Doggone Right" de B-kant van de single "Here I Go Again". Dat nummer bereikte de nummer 37-notering op de poplijst van de Verenigde Staten en op de R&B-lijst de vijftiende plek.

## Bezetting
- Lead: Smokey Robinson en Warren "Pete" Moore
- Achtergrond: Warren "Pete" Moore, Bobby Rogers, Claudette Robinson en Ronnie White
- Instrumentatie: The Funk Brothers
- Gitarist: Marv Tarplin
- Schrijvers: Smokey Robinson, Al Cleveland en Marv Tarplin
- Producer: Smokey Robinson